# 里爾圍城戰 (1667年)
里爾圍城戰（法語：Siège de Lille），是法蘭西王國於遺產戰爭期間進攻西班牙帝國低地領地的一場重要交戰。
1667年5月24日，由蒂雷納子爵擔任實質總指揮的法軍分成三路軍隊進攻，超過5萬訓練有素的部隊迅速推進並攻下西屬尼德蘭的數座城市。法軍先遣部隊於8月10日抵達，並著手建築攻城工事和於洛斯建立司令部。法國國王路易十四名義上擔任軍隊指揮，戰區調度由法國大元帥蒂雷納子爵處理，當時最負盛名的軍事工程師沃邦將軍則指揮攻城部隊。在挖了數條進攻溝渠與數次失敗的進攻後，法軍於8月26日奪下守軍的砲台並向城區轟炸。8月27日，城中駐軍同意談判並投降。路易十四於隔天進入城市並穿過馬拉德門（也就是後來的巴黎門）前往聖伯多祿堂。
1667年8月31日，未曉得駐軍已經投降的西班牙解圍部隊與法軍相遇，蒂雷納子爵派遣貝萊豐德侯爵與德·克雷基截斷西軍的後路，擊潰對手並俘虜超過1,500人。路易十四因此戰將兩位軍官封為法國元帥，里爾也在遺產戰爭結束後成為法國領土並持續至今。

## 註腳
1. 1 2 3 4  Longueville 1907，第281頁.
2. 1 2  De Périni 1896，第303頁.